# Агенция за кредитен рейтинг
Агенция за кредитен рейтинг (АКР) е агенция, която определя кредитни рейтинги за емитенти на определен тип дългови облигации, както и дълговите инструменти сами по себе си. В повечето случаи емитентите на облигации са компании, дружества със специална инвестиционна цел, щатски и местни правителства и управления, организации с нестопанска цел, както и държавни правителства емитиращи дългови облигации (бондове), които могат да бъдат търгувани на вторичния пазар.

## Агенции за кредитни рейтинги за компании и правителства
- A. M. Best (САЩ)
- Baycorp Advantage (Австралия)
- Dominion Bond Rating Service (Канада)
- Фич (Fitch Ratings) (САЩ)
- Japan Credit Rating Agency (Япония)
- Муудис (Moody's) (САЩ)
- Стандард енд Пуърс (Standard & Poor's) (САЩ)
- CreditPointe (САЩ)
- Egan-Jones Rating Company (САЩ)

## Трите големи
Трите големи агенции за кредитни рейтинги (на английски: Big Three credit rating agencies) са Стандард енд Пурс (С&П), Мудис и Фич.
Това са корпорации за финансови услуги от двете страни на Атлантическия океан. С&П и Мудис са базирани в САЩ, докато Фич има дуално-централно управление и е с представителство и в Ню Йорк и в Лондон, но е контролирана от базираната във Франция Fimalac SA. В отговор на спекулативната атака срещу еврото, ЕС обмисля създаването на подкрепяна от ЕС /и държавите в него/ агенция за кредитни рейтинги, която да е относително независима от „трите големи“.
През 2001 г., делът на финансови услуги и реклама на Мудис и Стандард енд Пурс на пазара е около 40% всяка, а този на Фич е около 15%; като по този начин „Големите три кита“ притежават общо 95% от пазара, т.е. те осъществяват de facto олигопол, насочвайки потока от финансови инвестиции в желаната от клента (клиентите) им посока. Въпреки това, тези данни реално подценяват доминацията на Мудис и С&П, тъй като нормата за отпускащите заеми е да добиват рейтинги от тези първи две агинции за кредитен рейтинг, и само рядко инвеститорите се обръщат към Фич за съвет, например при неразбирателство между Мудис и С&П.
От средата на 1990-те до началото на 2003 г., статутът на „Трите големи кита“ е само като на „Национално признати статистически рейтингови организации“ в САЩ.